# 케이트 라이언
케이트 라이언(Kate Ryan, 1980년 7월 22일 ~ )은 벨기에의 싱어송라이터다.